# Tarse (arthropode)
Pour les articles homonymes, voir Tarse.
Pour des articles plus généraux, voir patte des arthropodes et Patte (anatomie des insectes).

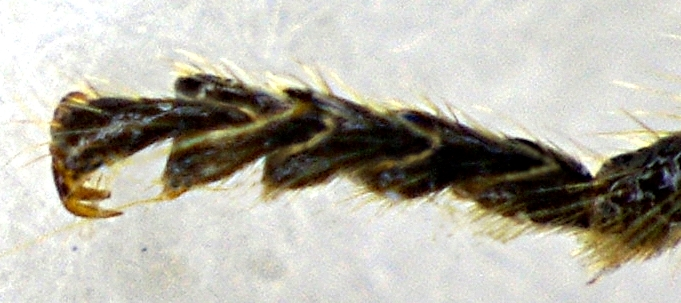
Tarse du Coléoptère de la famille des Cleridae Tillus elongatus.

Le tarse est le segment terminal de la patte des arthropodes qui porte les éventuelles griffes. Il doit son nom au tarse dans l'anatomie des tétrapodes, en particulier humaine. Il est divisé en plusieurs parties, articulées et mobiles, nommées articles (ou tarsomères). Chacun de ces articles porte un nom spécifique (de haut en bas) :
- Basitarse, rattaché au tibia, c'est le seul article à posséder des muscles;
- Dactyle ou métaplanta;
- Le troisième article n'a pas reçu de nom particulier;
- Allux;
- Distitarse.

La formule tarsale correspond au nombre d'articles que comportent les tarses d'un taxon. Par exemple, les mâles Coléoptères de la famille des Mycetophagidae ont une formule tarsale 3-4-4, ce qui signifie que leurs tarses sont composés de 3 articles pour la paire de pattes antérieure, 4 pour celle du milieu et 4 pour la paire postérieure. Il s'agit d'un caractère dont l'utilité principale est la classification et la détermination des familles d'insectes, essentiellement chez les Coléoptères.